# Křížová cesta (Hořice na Šumavě)
Křížová cesta v Hořicích na Šumavě na Českokrumlovsku se nachází jižně od obce na kopci u bývalé poutní kaple.

## Historie
Křížovou cestu tvoří čtrnáct kamenných sloupků sestavených z podstavce, vrcholové kapličky s mělkou nikou pro pašijový obrázek a zakončené stříškou. Sloupky byly postaveny v letech 1851–1852 a vedly k poutní kapli Panny Marie Bolestné s Božím hrobem.
Kapličky tvořící okruh kolem vrcholku byly obnoveny v podobě, v jaké se zachovaly – neúplné a bez obrázků.

### Poutní místo
Kaple Panny Marie Bolestné byla postavena na místě dřevěné kaple jako zmenšená kopie kostela ve Svérazu. Základní kámen byl položen roku 1780, vysvěcena byla 1. září 1782. Stavba byla jednolodní, obdélná, s elipticky ukončeným presbytářem, k jehož jižní stěně přiléhala malá sakristie. V polovině 19. století byla ke kapli přistavěna pseudogotická předsíň. Loď měla falešnou dřevěnou klenbu, presbytář klenbu zděnou. Stavba byla kryta šindelem, barokní věžička nad průčelím plechem. Kazatelnu měla kaple rokokovou s klasicistními prvky. Hlavní oltář byl do kaple přenesen ze zrušené jezuitské koleje v Českém Krumlově. Oltářní obraz Piety Teferlské byl malovaný na měděném plechu a pravděpodobně pocházel z původní kaple. V kapli byly barokní boční oltáře svaté Anny a svatého Josefa, malé varhany pocházely z roku 1881. Kaple byla opravena roku 1904. Roku 1966 byla odstřelena, přestože měla v té době pouze poškozenou krytinu. Zachovány zůstaly základy zdí do výše 0,5 metru a podlaha. Boží hrob byl vytesán v přírodní skalce, opraven byl obcí roku 2011.
V Hořicích jsou od roku 1816 pořádány Pašijové hry. Hořický tkadlec Paul Gröllhesel s pomocí faráře sepsal text pašijového příběhu nazvaný „Utrpení a smrt našeho Pána Ježíše Krista – truchlohra o pěti jednáních s předehrou“ a spolu s patnácti hořickými měšťany jej nacvičil a sehrál. Hra byla hrána mimo kostel, bez kostýmů, pouze s rekvizitami.